# Siège de la base frontalière de Louhansk
Guerre du Donbass
Batailles
- Euromaïdan
- Révolution de la Dignité
- Manifestations anti-Maïdan

Annexion de la Crimée
- Invasion russe de la Crimée
- Prise du Parlement de Crimée
- Prise de la base navale sud
- Incident de Simféropol (en)
- Occupation russe de la Crimée

Troubles pro-russes
- Odessa
- Troubles pro-russes à Kharkiv (uk)
- Troubles pro-russes à Louhansk (uk)
- Bataille de la rue Rymarska (uk)
- Proclamation de la république de Crimée
- Prise de Donetsk (uk)
- Proclamation de la RP de Donetsk
- Proclamation de la RP d'Odessa (hu)
- Proclamation de la RP de Lougansk
- Affrontements à Odessa du 2 mai (uk)
- Incendie de la Maison des syndicats d'Odessa

Guerre du Donbass
- Sloviansk
- Marioupol
- 1re Donetsk
- Louhansk
- Il-76
- Saour-Mogyla
- Vol Malaysia Airlines 17
- 2e Donetsk
- Loutouhyne
- Ilovaïsk
- 3e Donetsk
- 32e barrage
- Volnovakha
- Debaltseve
- Marïnka
- Avdiïvka

Le siège de la base frontalière de Louhansk a duré du 2 au 4 juin 2014 à une base frontalière ukrainienne située à la périphérie de la ville de Louhansk.

## Contexte
Après la fin de la révolution ukrainienne de 2014, l'est de l'Ukraine a connu des manifestations prorusses. Les bâtiments gouvernementaux initialement occupés ont été repris. Mais, le 6 avril, le bureau du Service de sécurité d'Ukraine à Louhansk a été occupé par des manifestants. Le 29 avril, de nombreux autres bâtiments clés, tels que les bâtiments de l'administration régionale de l'État et le bureau du procureur, ont été saisis. Les séparatistes prorusses ont rapidement étendu leur contrôle à d'autres villes et ont organisé un référendum le 11 mai 2014, qui, selon eux, a montré que 96 % des électeurs soutenaient un Louhansk indépendant. La frontière vers Louhansk a connu un flux important de Russes essayant de traverser l'Ukraine pour rejoindre les séparatistes, avec de nombreuses tentatives repoussées.

## Bataille
Le 2 juin 2014 à 0 h 30, 100 combattants rebelles ont attaqué la base des garde-frontières, mais les gardes ont échangé des tirs et ont réussi à repousser l'attaque. Cependant, le nombre de rebelles est passé à 400 et, selon les garde-frontières, les rebelles se sont ensuite rendus dans des zones résidentielles et ont tiré du haut des appartements voisins,. Les militants ont utilisé des armes automatiques et des RPG contre les garde-frontières. Un avion isolé a été détaché pour tenter de soutenir les garde-frontières qui combattaient les rebelles. Selon les garde-frontières, certains des militants étaient des combattants étrangers de Russie.
Des avions de chasse ukrainiens ont lancé des raids aériens sur des bastions séparatistes à Louhansk même, pour tenter de soutenir les garde-frontières. Au moins un avion a été vu voler devant et une roquette, tirée par l'armée de l'air ukrainienne, a explosé sur le RSA de Luhansk, tuant 8 à 13 civils et en blessant de nombreux autres. Le gouvernement ukrainien a nié en être responsable et a affirmé que cela avait été causé par un missile sol-air portatif rebelle qui avait raté,. Cependant, le lendemain, l'OSCE a publié un rapport, basé sur une « observation limitée », dans lequel ils attribuaient l'explosion à une frappe aérienne. L'armée a admis avoir mené plus de 150 frappes aériennes pendant la journée dans la région de Louhansk.
De violents combats ont fait rage jusqu'à plus tard dans la journée. À la fin de la première journée, l'attaque avait échoué et les garde-frontières restaient aux commandes, avec 7 d'entre eux blessés,.
Le 3 juin, la situation est plus calme, mais les rebelles continuent d'assiéger la base. Selon un porte-parole des garde-frontières, les cosaques faisaient également partie des séparatistes qui les assiégeaient. Il a également déclaré qu'aucune troupe ukrainienne ne venait à la rescousse. Valery Bolotov, le "gouverneur du peuple" de Louhansk a déclaré que si les garde-frontières ne se retiraient pas dans la soirée, ils seraient "rayés de la surface de la terre". La Russie a appelé à une réunion d'urgence du Conseil de sécurité de l'ONU. Ils ont accusé l'Ukraine de crimes contre son propre peuple.
Le 4 juin, les troupes ukrainiennes se rendent. Elles ont été autorisées à se retirer de la base et ont été redéployées ailleurs. Les séparatistes prorusses ont saisi des munitions de la base et ont permis aux autres garde-frontières de partir. Les séparatistes ont pris la base, ainsi qu'une base Garde nationale près de Louhansk et une autre base de garde-frontières à Sverdlovsk,. La base de la Garde nationale est tombée après que les soldats y ont manqué de munitions, tandis que les séparatistes ont saisi des quantités de munitions et d'explosifs au poste de garde-frontières de Louhansk.